# Suez Cement SC
Suez Cement Sporting Club w skrócie Suez Cement SC (ar. اسمنت السويس) – egipski klub piłkarski grający w egipskiej drugiej lidze, mający siedzibę w mieście Suez.

## Stadion
Domowe mecze klub rozgrywa na stadionie w Suezie. Stadion może pomieścić 27000 widzów.

## Reprezentanci kraju grający w klubie
Stan na styczeń 2023.
| - Ali Ashour | - Tarek Soliman |